# Wolt
 (novembre 2021).
La mise en forme du texte ne suit pas les recommandations de Wikipédia : il faut le « wikifier ».
Les points d'amélioration suivants sont les cas les plus fréquents. Le détail des points à revoir est peut-être précisé sur la page de discussion.
- Les titres sont pré-formatés par le logiciel. Ils ne sont ni en capitales, ni en gras.
- Le texte ne doit pas être écrit en capitales (les noms de famille non plus), ni en gras, ni en italique, ni en « petit »…
- Le gras n'est utilisé que pour surligner le titre de l'article dans l'introduction, une seule fois.
- L'italique est rarement utilisé : mots en langue étrangère, titres d'œuvres, noms de bateaux, etc.
- Les citations ne sont pas en italique mais en corps de texte normal. Elles sont entourées par des guillemets français : « et ».
- Les listes à puces sont à éviter, des paragraphes rédigés étant largement préférés. Les tableaux sont à réserver à la présentation de données structurées (résultats, etc.).
- Les appels de note de bas de page (petits chiffres en exposant, introduits par l'outil «  Source ») sont à placer entre la fin de phrase et le point final[comme ça].
- Les liens internes (vers d'autres articles de Wikipédia) sont à choisir avec parcimonie. Créez des liens vers des articles approfondissant le sujet. Les termes génériques sans rapport avec le sujet sont à éviter, ainsi que les répétitions de liens vers un même terme.
- Les liens externes sont à placer uniquement dans une section « Liens externes », à la fin de l'article. Ces liens sont à choisir avec parcimonie suivant les règles définies. Si un lien sert de source à l'article, son insertion dans le texte est à faire par les notes de bas de page.
- La présentation des références doit suivre les conventions bibliographiques. Il est recommandé d'utiliser les modèles {{Ouvrage}}, {{Chapitre}}, {{Article}}, {{Lien web}} et/ou {{Bibliographie}}. Le mode d'édition visuel peut mettre en forme automatiquement les références.
- Insérer une infobox (cadre d'informations à droite) n'est pas obligatoire pour parachever la mise en page.

Pour une aide détaillée, merci de consulter Aide:Wikification.
Si vous pensez que ces points ont été résolus, vous pouvez retirer ce bandeau et améliorer la mise en forme d'un autre article.

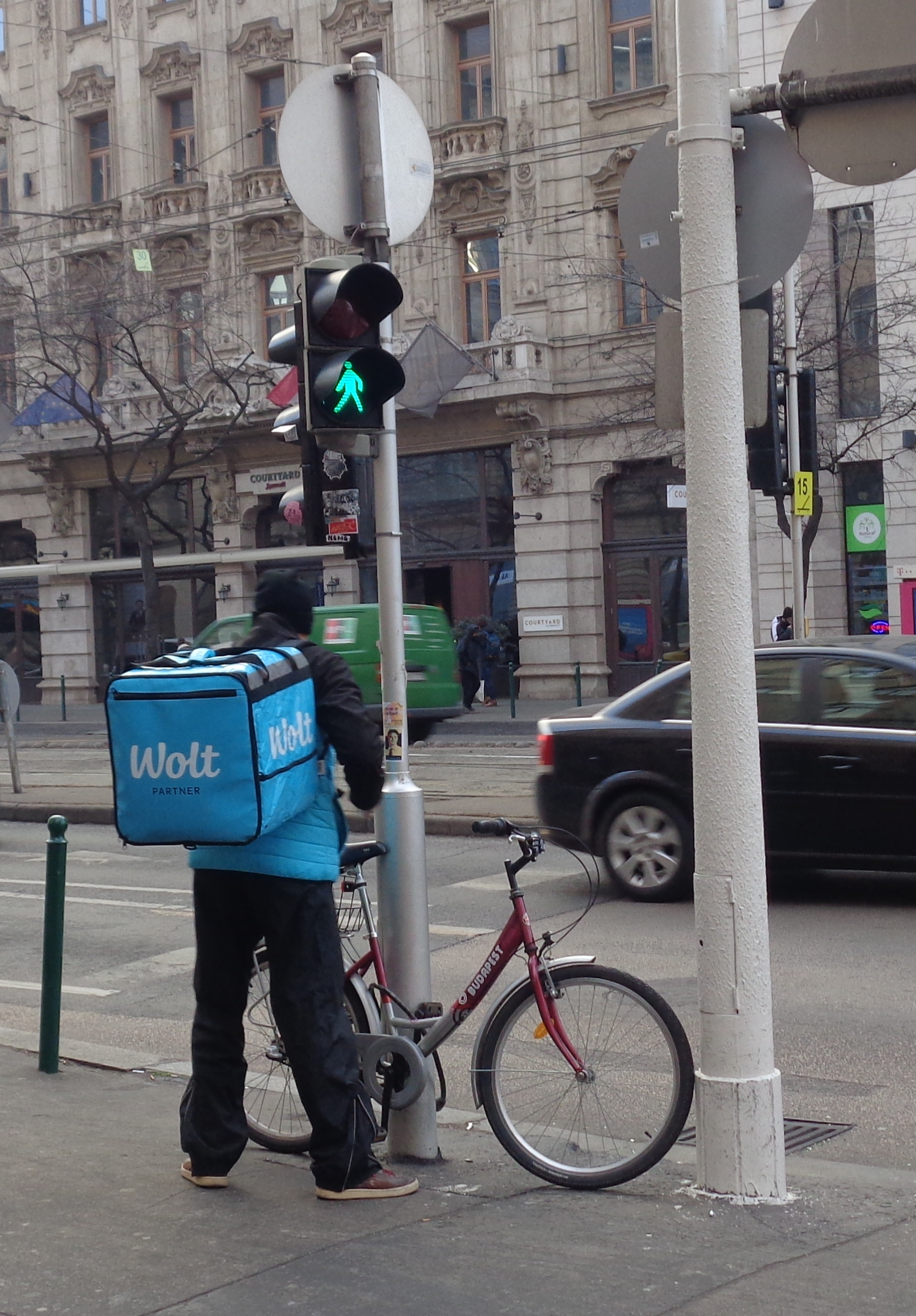
Vélo WOLT courier au centre-ville de Budapest.

Wolt est une entreprise technologique finlandaise de livraison de repas et de marchandises.
Elle est une filiale de DoorDash depuis novembre 2021.

## Histoire
Wolt a été fondée en 2014 par six personnes dont Miki Kuusi, ancien PDG de Slush Helsinki. Son siège est situé à Helsinki, en Finlande. Deux PDG successifs de Slush, Riku Mäkelä et Marianne Vikkula, comptent également parmi ses effectifs.
Présente depuis mai 2021 dans 23 pays et plus de 180 villes (dont Tampere, Turku, Tallinn, Riga, Stockholm, Vilnius, Copenhague, Prague, Brno, Bakou, Tbilissi, Athènes, Tel Aviv, Berlin et Tokyo), elle comptait en juin 2021 plus de 45 000 commerçants partenaires, 90 000 coursiers et 12 millions de clients enregistrés.
En 2024, Wolt collabore avec environ 55 000 partenaires de restauration et de vente au détail ainsi qu'avec environ 125 000 partenaires de messagerie dans 23 pays et plus de 210 villes.
Wolt a levé 856 millions de dollars auprès de divers investisseurs, parmi lesquels ICONIQ Capital, Highland Europe, 83North, EQT Ventures, Tiger Global, DST Global, Prosus, KKR, Coatue, Inventure, Lifeline Ventures, le fondateur et PDG de Supercell Ilkka Paananen, le cofondateur de Skype Niklas Zennström ainsi que le président de Nokia Risto Siilasmaa,,,. Le tour de financement le plus récent a eu lieu en janvier 2021. Plus de 3 200 personnes sont employées dans ses bureaux situés dans 23 pays.
Wolt a remporté en 2020 la deuxième place du classement FT 1000 du Financial Times, qui récompense chaque année les 1 000 entreprises européennes les plus dynamiques.
La fusion de Wolt et DoorDash par échange d'actions a été annoncée en novembre 2021, les actionnaires de Wolt recevant une faible part d'actions pour un accord d'une valeur de 8,1 milliards de dollars US.

### Chronologie
- 2014 : Fondation de Wolt.
- 2015 : Premier lancement de Wolt à Helsinki en tant que plateforme de collecte.
- 2016 : Ajout de la fonction livraison et extension de la plateforme à la Suède et à l'Estonie. Wolt teste à cette occasion des robots de livraison autonomes (en) à Tallinn en coopération avec Starship Technologies[7],[11].
- 2017 : Lancement de Wolt au Danemark, en Lettonie et en Lituanie.
- 2018 : Lancement de Wolt en Croatie, en République tchèque, en Norvège, en Hongrie, en Géorgie, en Israël et en Pologne.
- 2019 : Lancement de Wolt en Serbie, en Grèce, en Azerbaïdjan, en Slovaquie, en Slovénie et au Kazakhstan.
- 2020 : Lancement de Wolt au Japon, à Chypre, à Malte et en Allemagne.
- 2021 : Rachat de Wolt par DoorDash.